# لاري قاولد
لاري قاولد هو لاعب هوكي الجليد كندي، ولد في 16 أغسطس 1952 في Alliston ‏ في كندا.

## وصلات خارجية
- لاري غولد على موقع دوري الهوكي الوطني (الإنجليزية)
- لاري غولد على موقع EliteProspects.com (الإنجليزية)
- لاري غولد على موقع HockeyDB.com (الإنجليزية)
- لاري غولد على موقع Hockey-Reference.com (الإنجليزية)